# Distance produit
En mathématiques, une distance produit est une distance définie sur le produit cartésien d'un nombre fini d'espaces métriques qui soit compatible avec la topologie produit.
En particulier, pour n espaces métriques (X1,dX1) ... (Xn, dXn), on peut définir les distances produit de degré p pour {\displaystyle p\in [1,\infty )} comme la norme p du vecteur de dimension n dont les coordonnées sont les n distances mesurées dans les différents espaces :
{\displaystyle d_{p}((x_{1},\ldots ,x_{n}),(y_{1},\ldots ,y_{n}))=\|\left(d_{X_{1}}(x_{1},y_{1}),\ldots ,d_{X_{n}}(x_{n},y_{n})\right)\|_{p}}
Pour {\displaystyle p=\infty } cette distance est également appelée distance-sup :
{\displaystyle d_{\infty }((x_{1},\ldots ,x_{n}),(y_{1},\ldots ,y_{n})):=\max \left\{d_{X_{1}}(x_{1},y_{1}),\ldots ,d_{X_{n}}(x_{n},y_{n})\right\}.}

## Choix de la norme
Dans un espace euclidien, on choisira la norme L2 pour obtenir la distance euclidienne usuelle dans l'espace produit ; toutefois, les normes étant équivalentes, toute autre valeur de p induira la même topologie.
En théorie des catégories on utilise généralement la norme-sup pour le produit (au sens de la théorie des catégories) dans la catégorie des espaces métriques.

## Le cas des variétés riemanniennes
Pour deux variétés riemanniennes {\displaystyle (M_{1},g_{1})} et {\displaystyle (M_{2},g_{2})}, la métrique produit {\displaystyle g=g_{1}\oplus g_{2}} sur {\displaystyle M_{1}\times M_{2}} est définie par
{\displaystyle g(X_{1}+X_{2},Y_{1}+Y_{2})=g_{1}(X_{1},Y_{1})+g_{2}(X_{2},Y_{2})}
pour {\displaystyle X_{i},Y_{i}\in T_{p_{i}}M_{i}}avec l'identification naturelle {\displaystyle T_{(p_{1},p_{2})}(M_{1}\times M_{2})=T_{p_{1}}M_{1}\oplus T_{p_{2}}M_{2}}.